# کشته‌شدن پویا مولایی‌راد
پویا مولایی‌راد (۱۳۸۱ – ۲۱ خرداد ۱۴۰۲)، شهروند ایرانی اهل ایذه بود. او پسر عموی ماه‌منیر مولایی‌راد بود که ۲۱ خرداد ۱۴۰۲ در روستای پرچستان و در مراسم دهمین سالگرد تولد کیان پیرفلک توسط مأموران امنیتی جمهوری اسلامی کشته شد.
مقام‌های نظامی و امنیتی جمهوری اسلامی مدعی شدند که پویا پیش از مرگ یکی از مأموران نیروی انتظامی را با خودرو خود به قتل رسانده است، اما شماری از اعضای خانواده‌های پیرفلک و مولایی‌راد در رسانه‌های اجتماعی با تکذیب این روایت اعلام کردند که پویا مولایی‌راد به دلیل تلاش برای حضور بر مزار کیان پیرفلک کشته شد و در ماجرای قتل سروان محمد قنبری نقشی نداشت.

## کشته‌شدن
پویا به سمت پرچستان [محل دفن کیان پیرفلک] در حال حرکت بوده که در بین راه ناگهان با سرکوبگران مواجه می‌شود که جاده را بسته بودند. سرکوبگران روی پیچ جاده مستقر بودند. چون سرعت خودروی پویا بالا بوده نمی‌تواند به موقع ترمز بگیرد و به یکی از سرکوبگران برخورد می‌کند. پویا بلافاصله چند متر جلوتر از ماشین پیاده می‌شود و خود را تسلیم سرکوبگران می‌کند. اما مزدوران سرکوبگر از خودروی ال نود خود پیاده شده و پویا را به گلوله می‌بندند. همه گلوله‌ها بعد از پیاده شدن پویا مستقیماً به بالاتنهٔ او شلیک شده‌اند.

روایت نزدیکان مولایی‌راد
در ۲۱ خرداد ۱۴۰۲ همزمان با مراسم ۱۰ سالگی کیان پیرفلک، روستای پرچستان توسط مأموران امنیتی محاصره و جو شدید امنیتی در ایذه برقرار شد. در پی تشنج میان مأموران و گروهی از شهروندان در این منطقه، یک مأمور نیروی انتظامی هم کشته شد.
خبرگزاری تسنیم، نزدیک به سپاه پاسداران، و ایرنا، خبرگزاری رسمی جمهوری اسلامی، مدعی شدند پویا مولایی‌راد به صورت عمدی مأموران را زیر گرفته و در جریان این حادثه سروان محمد قنبری، از مأموران پلیس ایذه کشته شده است.
حساب کاربری «۱۵۰۰ تصویر» شامگاه یکشنبه نوشت، نزدیکان پویا روایت رسانه‌های حکومتی ایران مبنی‌بر «زیر گرفته شدن مأمور انتظامی» را رد کرده‌اند. منابع نزدیک به خانواده پویا مولایی‌راد اعلام کردند که پویا به علت سرعت بالا متوجه حضور مأموران امنیتی در جاده نشده و پس از برخورد با آنها، به نشانه تسلیم، توقف کرده است که در همین زمان هدف چندین گلوله قرار می‌گیرد.
باشگاه خبرنگاران جوان، رسانه منتسب به سازمان صدا و سیمای جمهوری اسلامی ایران، تصاویری از یک خودرو که جای چند گلوله بر روی آن معلوم است منتشر کرده و مدعی شد که مأموران قبل از پیاده شدن پویا مولایی‌راد چند بار خودروی وی را هدف قرار داده تا توقف کند.

### خاکسپاری
نیروهای امنیتی جمهوری اسلامی به مدت ده روز از تحویل پیکر پویا مولایی‌راد به خانواده‌اش برای خاکسپاری امتناع کردند و تحویل پیکر پویا مولایی‌راد را به سکوت ماه‌منیر مولایی‌راد و عدم فعالیت او در فضای مجازی مشروط کردند. سرانجام در حدود ساعت پنج بامداد چهارشنبه ۳۱ خرداد ۱۴۰۲، پیکر پویا مولایی‌راد در فضایی به شدت امنیتی و در آرامستان محله اکبرآباد ایذه، به خاک سپرده شد.

## پیامدها
در پی کشته‌شدن پویا مولایی‌راد وضعیت شهر ایذه به شدت امنیتی شد. شماری از رسانه‌های جمهوری اسلامی و اکانت‌های حکومتی در شبکه‌های اجتماعی، به‌طور گسترده دست به پرونده‌سازی برای ماه‌منیر مولایی‌راد زدند. خبرگزاری تسنیم و کانال تلگرامی «صابرین نیوز» در یادداشتی مادر کیان پیرفلک را «یکی از آتش‌بیاران و معرکه‌سازان اصلی» خوانده و او را متهم به «حمایت از تروریست‌ها» کرده است. وبگاه نورنیوز، نزدیک به شورای عالی امنیت ملی، نیز ماه‌منیر مولایی‌راد را در کنار «جریان‌های ضدانقلاب بسترساز اصلی» کشته شدن مأمور فراجا در ایذه معرفی کرده و نوشت «رأفت اسلامی دربارهٔ چنین افرادی جواب نمی‌دهد و باید قاطعانه با آنها برخورد شود.»
با گذشت چند روز از کشته شدن پویا مولایی‌راد، دستگاه‌های قضائی و امنیتی در ایذه تاکنون از تحویل پیکر او به خانواده‌اش برای خاکسپاری امتناع کرده‌اند. فعالیت ماه‌منیر مولایی راد در صفحه اینستاگرام که در ماه‌های گذشته خود فعال بود، از ۲۱ خرداد متوقف شد. پنج‌شنبه ۲۵ خرداد گزارش‌هایی دربارهٔ محاصره خانه پیرفلک و حبس خانگی ماه منیر مولایی راد و میثم پیرفلک منتشر شد. همزمان حساب توییتری سجاد پیرفلک، عمومی کیان پیرفلک، اخبار مرتبط با «حبس خانگی» اعضای خانواده پیرفلک و مولایی‌راد را رد کرد.

## واکنش‌ها
کشته‌شدن پویا مولایی‌راد با واکنش‌های زیادی همراه شد. رضا پهلوی، ولیعهد آخرین پادشاه ایران، در پیامی که در شبکه‌های اجتماعی منتشر کرد، به خانواده او تسلیت گفت.
در پی انتشار مطالبی علیه ماه‌منیر مولایی‌راد در رسانه‌های نزدیک به نیروهای امنیتی، مسیح علی‌نژاد، در مطلبی که در شبکه‌های اجتماعی منتشر کرد، از او حمایت کرد.